# Porte Châtel
La porte Châtel est une porte de ville située dans la ville de Verdun, dans la Meuse en région Grand Est.
Plus ancienne porte de la ville, elle servait à surveiller l'accès à la ville depuis le Mont Saint-Vanne. 

## Histoire
La porte Châtel est inscrite au titre des monuments historiques par arrêté du 24 janvier 1927.
Les siècles des principales campagnes de construction sont le XIIIe siècle et le XVIIe siècle, Sébastien Le Prestre de Vauban est l’ingénieur militaire. 
La maison qui touche le monument date du Moyen-Âge. 

## Architecture
Les mâchicoulis ont été ajoutés deux siècles plus tard. La construction dans laquelle elle était enchâssée et qui se trouvait sur un côté a été détruite afin de permettre le passage de véhicules. Des meurtrières sont encore debout.

## Galerie

Vues d'ensemble de la porte.
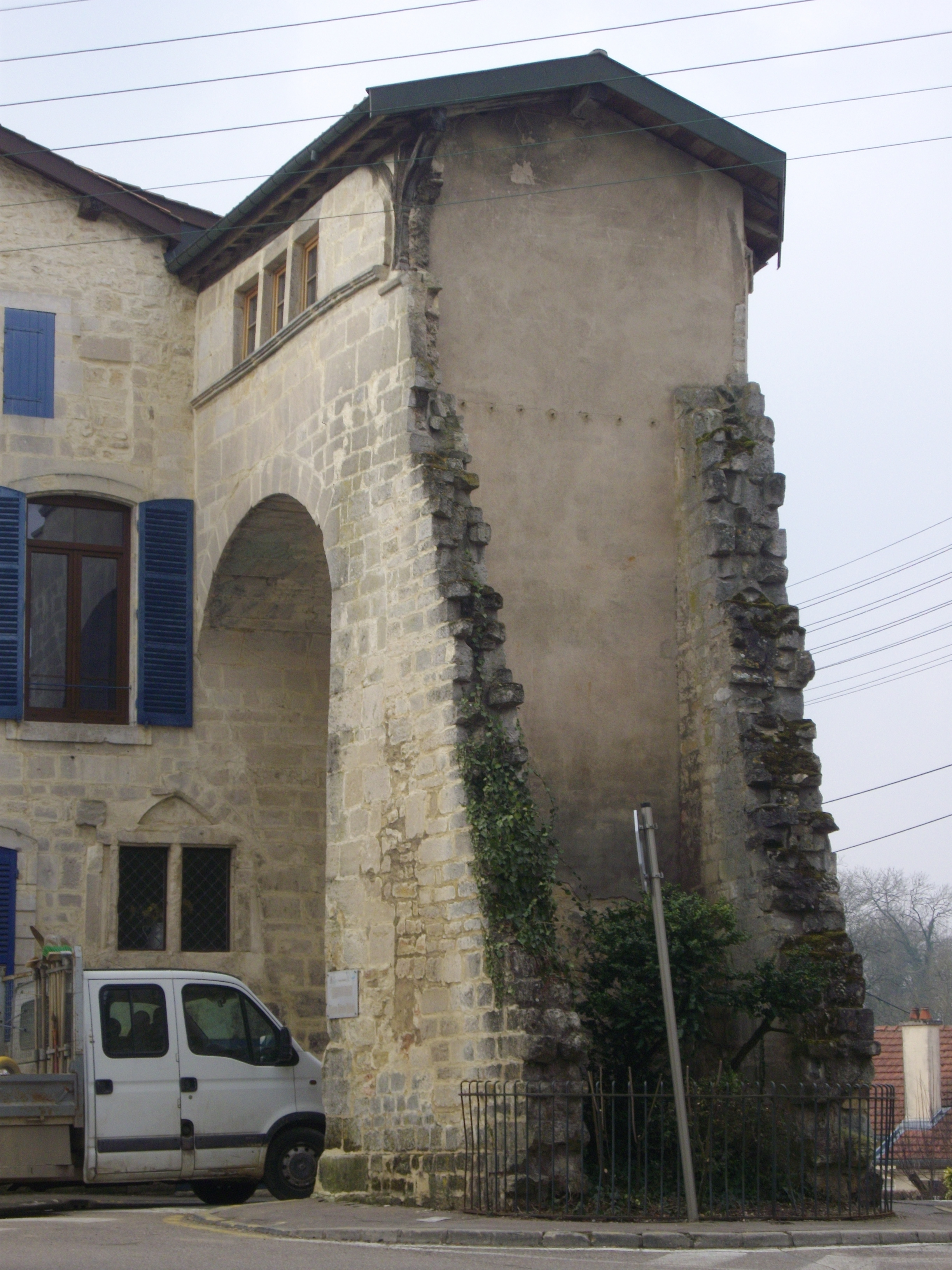
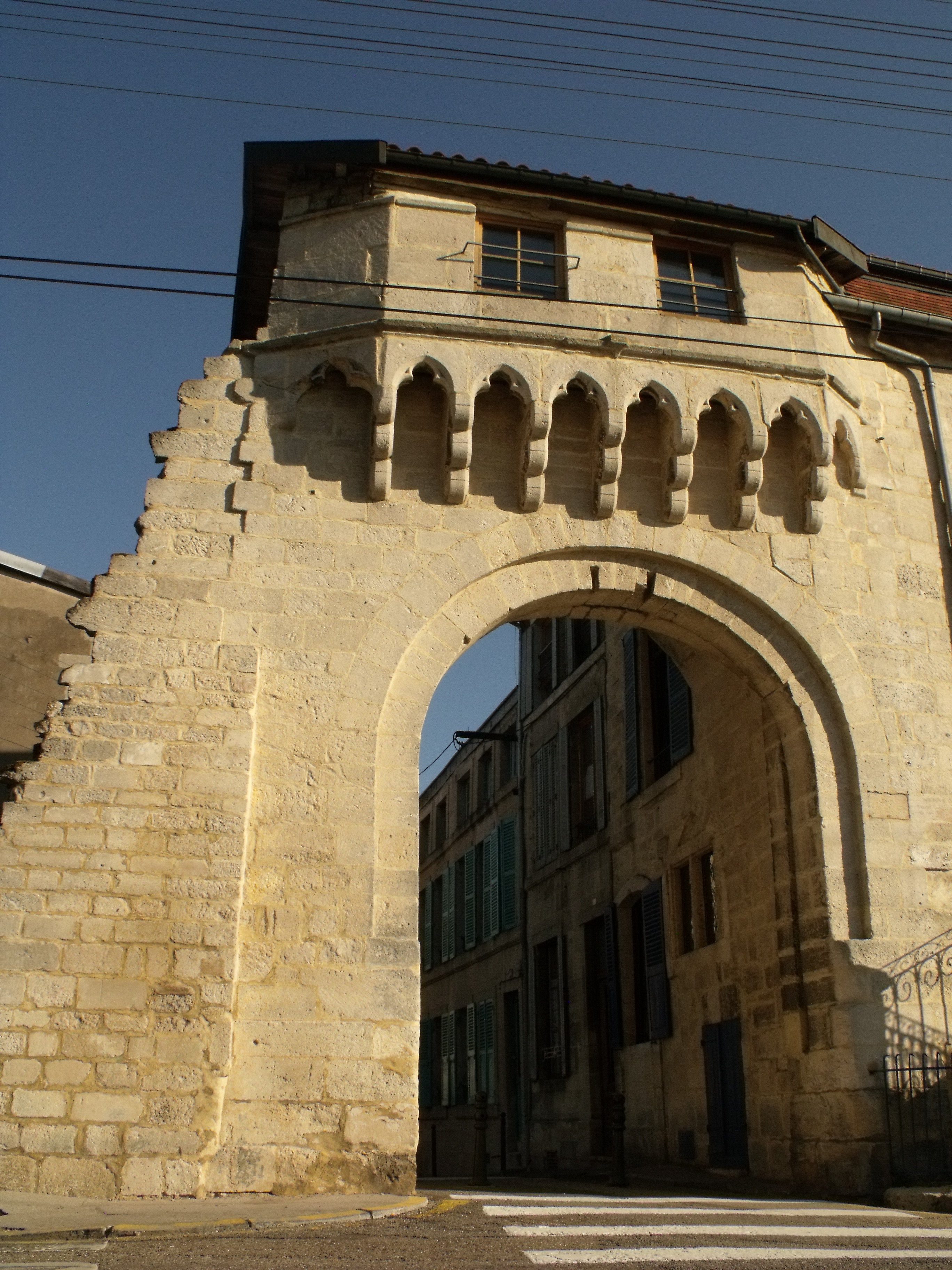
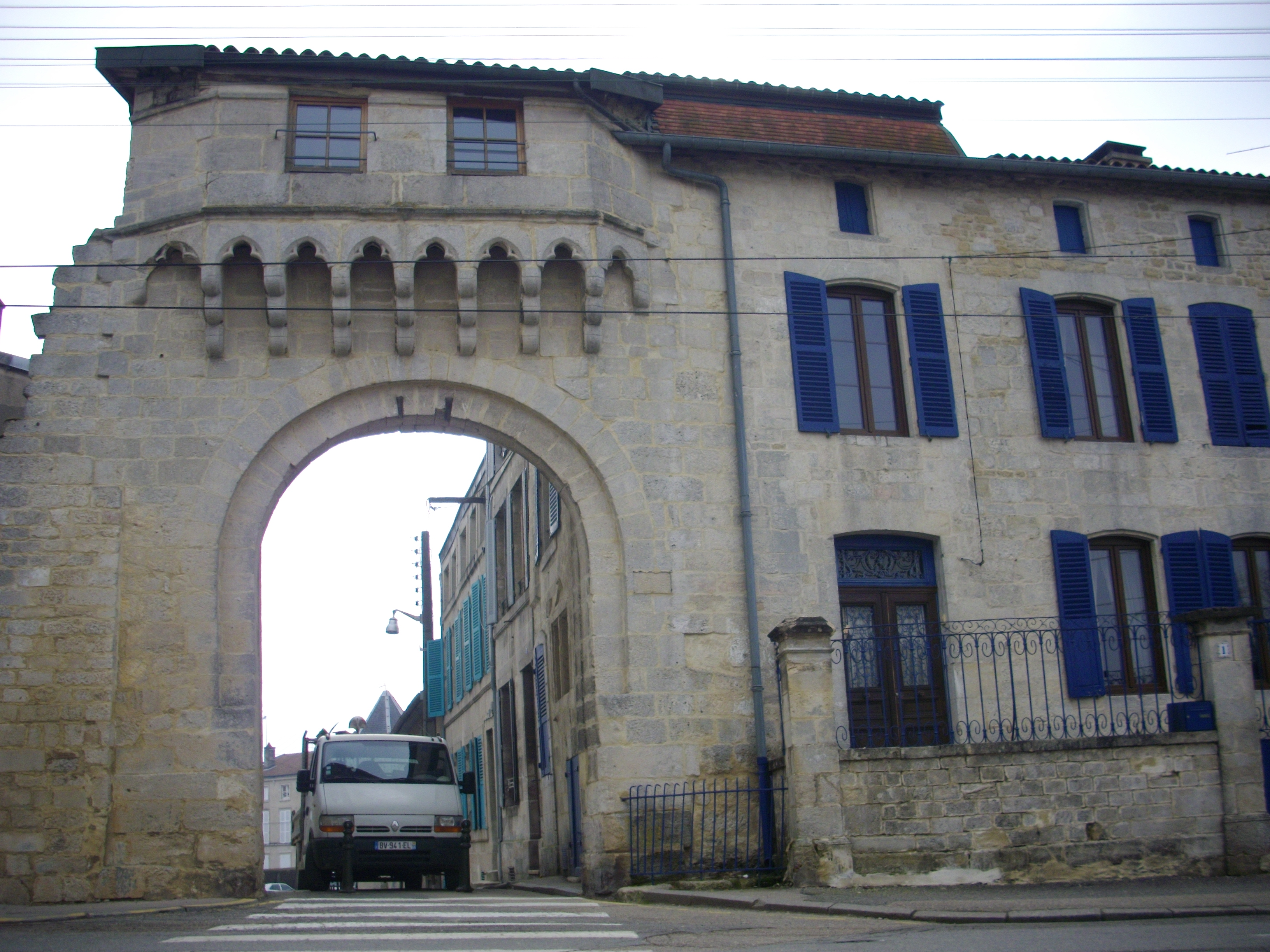
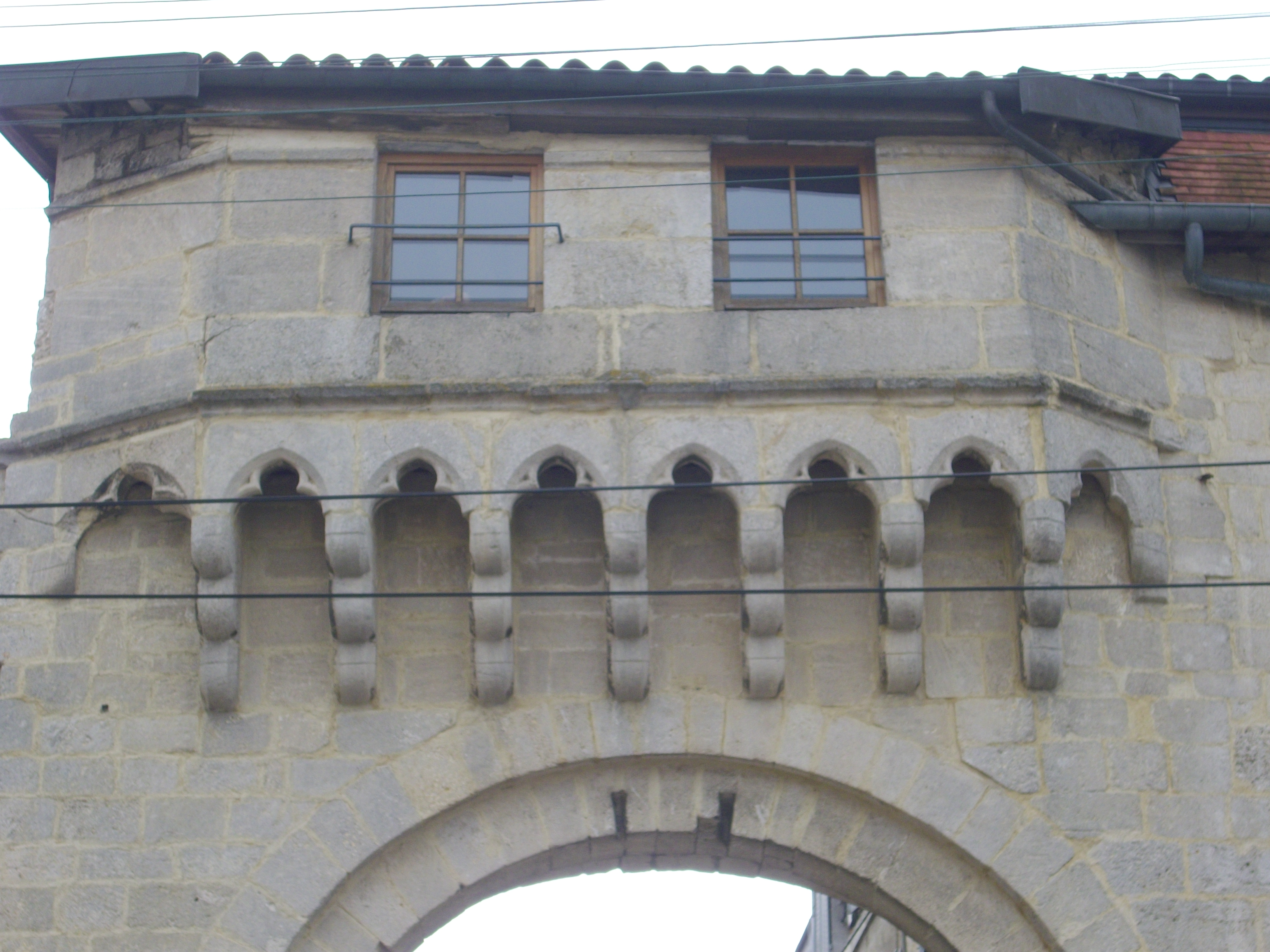
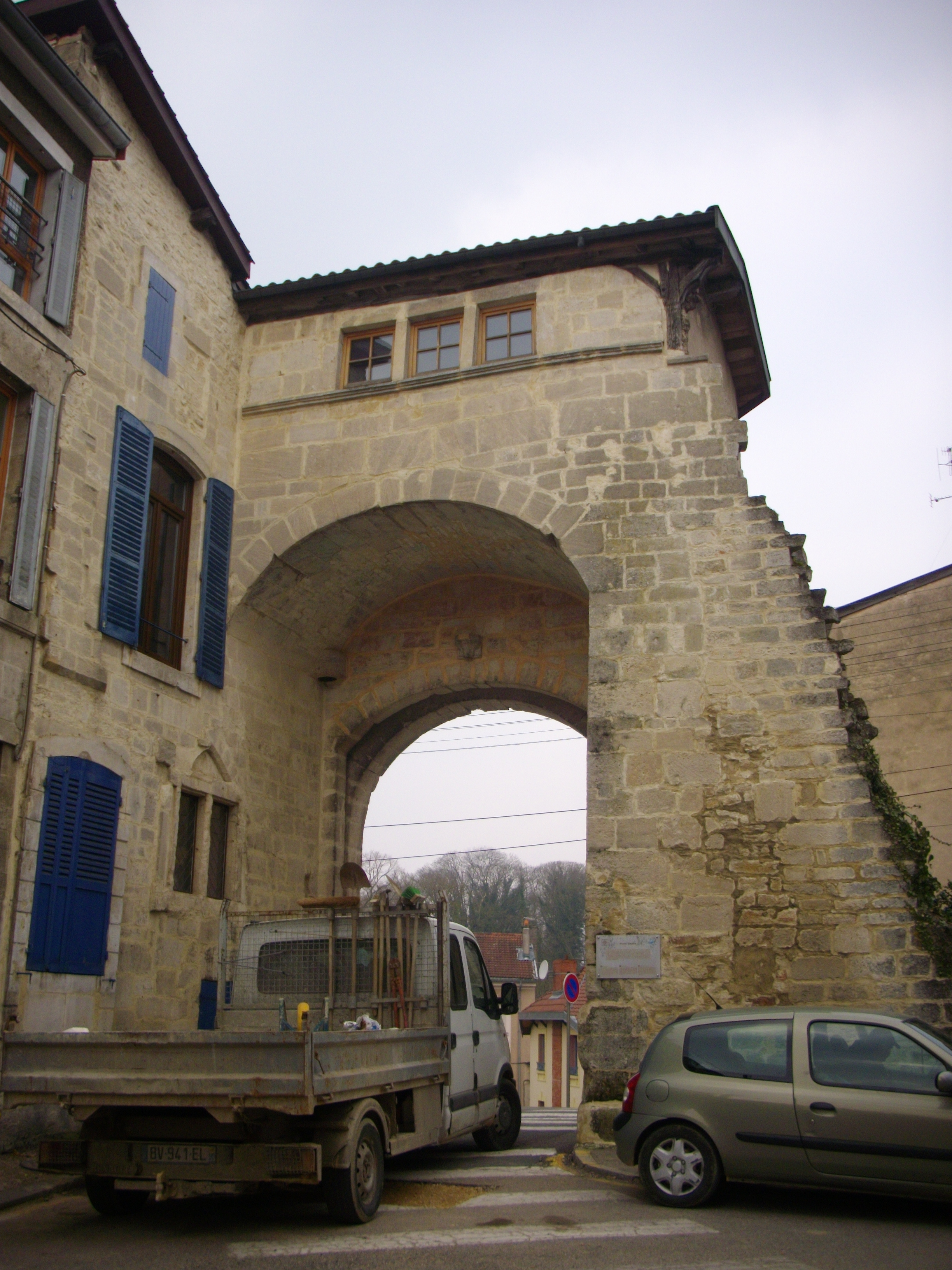